# Cseppfoltos trupiál
A cseppfoltos trupiál (Icterus pectoralis) a madarak osztályának verébalakúak (Passeriformes) rendjébe, azon belül a csirögefélék (Icteridae) családjába tartozó faj.

## Rendszerezése
A fajt Johann Georg Wagler német ornitológus írta le 1829-ben, a Psarocolius nembe Psarocolius pectoralis néven.

## Alfajai
- Icterus pectoralis carolynae Dickerman, 1981
- Icterus pectoralis espinachi Ridgway, 1882
- Icterus pectoralis guttulatus Lafresnaye, 1844
- Icterus pectoralis pectoralis (Wagler, 1829)[2]

## Előfordulása
Az Amerikai Egyesült Államok déli részén, Mexikó, Costa Rica, Guatemala, Honduras, Nicaragua és Salvador területén honos.
Természetes élőhelyei a szubtrópusi és trópusi síkvidéki esőerdők, lombhullató erdők és cserjések, valamint ültetvények és városi környezet. Állandó, nem vonuló faj.

## Megjelenése
Testhossza 21 centiméter, az átlagos testtömege a hímnek 52,6 gramm, a tojóé 44,9 gramm.

## Életmódja
Ízeltlábúakkal táplálkozik, de gyümölcsöt és nektárt is fogyaszt.

## Természetvédelmi helyzete
Az elterjedési területe nagyon nagy, egyedszáma pedig növekszik. A Természetvédelmi Világszövetség Vörös listáján nem fenyegetett fajként szerepel.